# Венґожин (Куявсько-Поморське воєводство)
Венґожин (пол. Węgorzyn) — село в Польщі, у гміні Ринськ Вомбжезького повіту Куявсько-Поморського воєводства.
Населення — 143 особи (2011).

## Демографія
Демографічна структура станом на 31 березня 2011 року:
|          | Загалом | Допрацездатний вік | Працездатний вік | Постпрацездатний вік |
| -------- | ------- | ------------------ | ---------------- | -------------------- |
| Чоловіки | 77      | 20                 | 50               | 7                    |
| Жінки    | 66      | 11                 | 40               | 15                   |
| Разом    | 143     | 31                 | 90               | 22                   |